# محصول پوششی

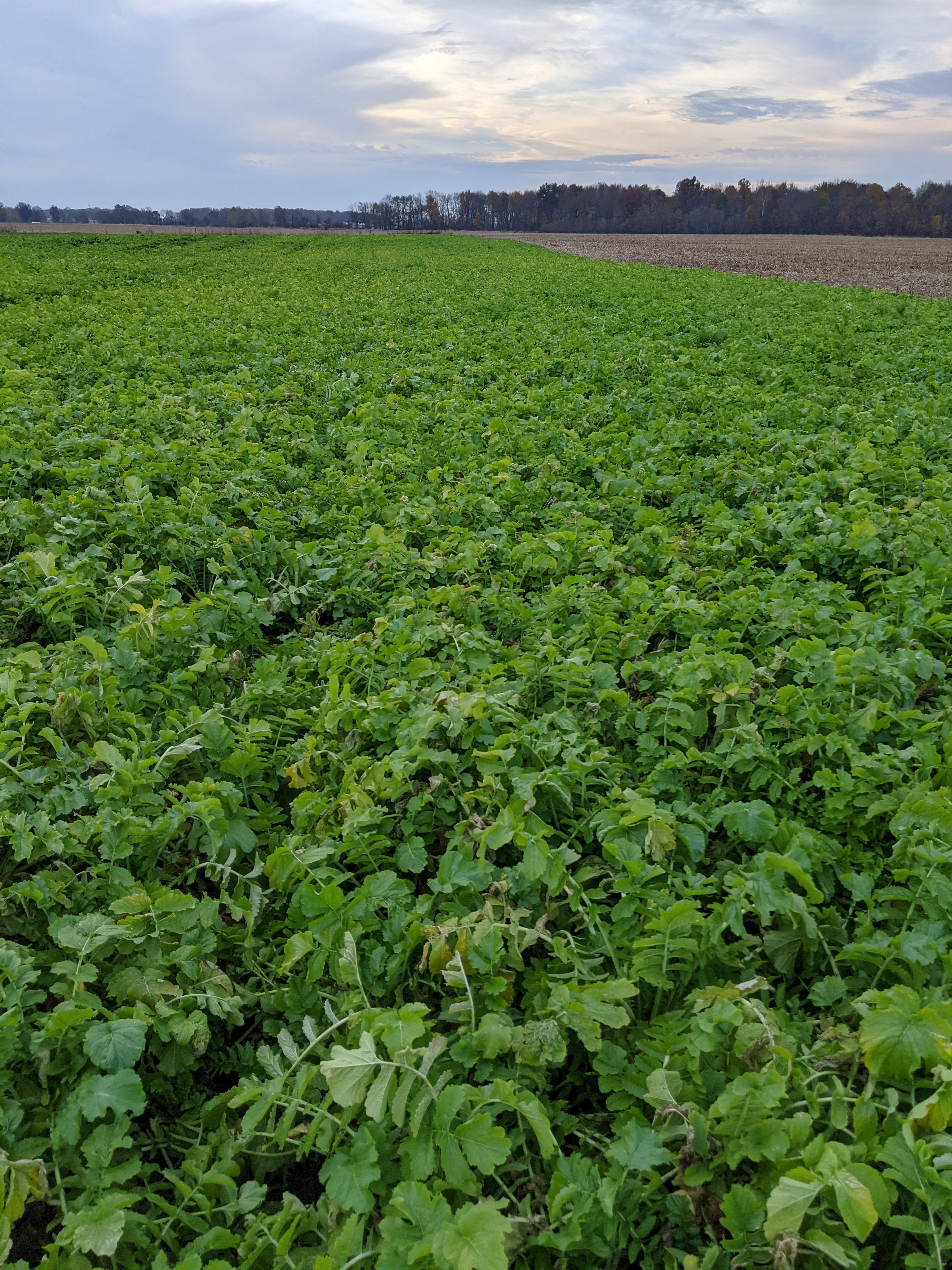
محصول پوششی تربچه خاک‌ورزی در اوایل نوامبر

در کشاورزی، گیاهان پوششی (به انگلیسی: Cover crop)، به گیاهانی گفته می‌شود که برای پوشاندن خاک کاشته می‌شوند نه برای برداشت. محصولات پوششی فرسایش خاک، حاصلخیزی خاک، کیفیت خاک، آب، علف‌های هرز، آفات، بیماری‌ها، تنوع زیستی و حیات وحش را در یک اکوسیستم کشاورزی مدیریت می‌کنند — یک سیستم بوم‌شناختی که توسط انسان مدیریت و شکل گرفته‌است. محصول پوششی ممکن است یک محصول خارج از فصل باشد که پس از برداشت محصول نقدی کاشته می‌شود. آنها ممکن است در زمستان رشد کنند.